# Lillemyr
Lillemyr är en sjö i Tanums kommun i Bohuslän och ingår i Örekilsälven-Strömsåns kustområde.